# Heinrich Christian Schumacher
Heinrich Christian Schumacher (Bad Bramstedt, 3 de setembro de 1780 — Hamburgo, 28 de dezembro de 1850) foi um astrónomo alemão.
Foi diretor do Observatório de Mannheim, de 1813 a 1815, e professor de astronomia em Copenhague. Em 1829 recebeu a Medalha de Ouro da Royal Astronomical Society.